# Hygienebeauftragter Arzt
Ein Hygienebeauftragter Arzt wirkt in einem Krankenhaus oder einer anderen ärztlich geleiteten medizinischen Einrichtung (Arztpraxis, Medizinisches Versorgungszentrum MVZ) auf die Einhaltung der externen und internen Hygieneregelungen hin. Im Gegensatz zum Facharzt für Hygiene (Weiterbildungsdauer: 60 Monate wie für die meisten Facharzt-Weiterbildungen) hat der Hygienebeauftragte Arzt eine von der Landesärztekammer zertifizierte 40-stündige Präsenzveranstaltung absolviert oder einen gleichgestellten Blended-Learning-Kurs absolviert.

## Voraussetzungen, Ausbildung
Gemäß Infektionsschutzgesetz § 4 hat das Robert Koch-Institut (RKI) die Aufgabe, Konzepte zur Vorbeugung, frühzeitigen Erkennung und Verhinderung der Weiterverbreitung übertragbarer Krankheiten zu entwickeln. Es erstellt hierzu Richtlinien, Empfehlungen und andere Informationen. Damit wird durch Richtlinien des RKI der in Deutschland geltende Stand der medizinischen Wissenschaft definiert. Einrichtungen, die diesen Richtlinien nicht folgen, müssen sich im Haftungsfall die Abweichung als Versäumnis vorhalten lassen.
Das Robert Koch-Institut hat in der „Richtlinie für Krankenhaushygiene und Infektionsprävention“
die Notwendigkeit der Bestellung von Hygienebeauftragten Ärzten und die Inhalte der hierfür erforderlichen Fortbildung beschrieben.
Voraussetzung für eine Tätigkeit als Hygienebeauftrager Arzt ist eine mindestens zweijährige klinische Tätigkeit und die Teilnahme an speziellen Fortbildungskursen zur Krankenhaushygiene mit folgenden Inhalten (Grundkurs):
- Gesetze, Richtlinien und sonstige Regelungen zur Hygiene
- Krankenhausinfektionen
  1. Grundlagen (Klinik, Mikrobiologie, Epidemiologie)
  2. Erkennung (Analyse und Auswertung von mikrobiologischen Befunden, Umgebungsuntersuchungen, Antibiogramme)
  3. Verhütung (Funktion, Bau und Ausstattung von medizinischen Einrichtungen, Verfahrensanweisungen zur Hygiene, mikrobiologische Kontrollen)
  4. Bekämpfung (innerbetriebliche Verfahren und Kontrollen, Desinfektion, Sterilisation, Schädlingsbekämpfung)
- Hygienekommission
- Personalschutz
- Wasserhygiene
- Abfallbeseitigung
- Zusammenarbeit mit Laborinstituten und Aufsichtsbehörden

Der Hygienebeauftragte Arzt soll mindestens einmal jährlich an einer ganztägigen Fortbildung zur Krankenhaushygiene teilnehmen (Aufbaukurs).

## Aufgabenteilung
Einige Bundesländer haben in Landesverordnungen die Bestellung von Funktionsträgern und deren Aufgaben zur Krankenhaushygiene verbindlich geregelt.

### Ärztliche Leitung
Durch das Infektionsschutzgesetz werden dem ärztlichen Leiter eines Krankenhauses (Ärztlicher Direktor) verschiedene Aufgaben zugewiesen, so dass dieser übergreifend letztverantwortlich für die Krankenhaushygiene ist: Prävention übertragbarer Krankheiten, Meldepflichten, Sentinel-Erhebungen, Aufzeichnung und Bewertung von nosokomialen Infektionen und speziellen Resistenzen.
Die abteilungsspezifische Verantwortlichkeit für die Hygiene ist meistens per Arbeitsvertrag an die Chefärzte übertragen.

### Chefärzte
Durch Arbeitsvertrag wird in der Regel jedem einzelnen Chefarzt der verschiedenen Fachkliniken die Letztverantwortung für die Hygiene in seiner Fachklinik übertragen.

### Hygienekommission
Der Aufgabenbereich der Hygienekommission wird durch Landesverordnung festgelegt. Dort wird bestimmt welche Zuständigkeit und Zusammensetzung diese Hygienekommission hat. Es wird in der Regel eine Hygienekommission in jeder Einrichtung des Gesundheitswesens eingesetzt.

### Hygienebeauftragter Arzt
Ein Hygienebeauftragter Arzt muss für jedes Krankenhaus von dem Führungsgremium bzw. Geschäftsführung bestellt werden, in großen Krankenhäusern soll dies für jede Fachklinik erfolgen.
Der Hygienebeauftragte Arzt unterstützt und berät den Ärztlichen Direktor und die Krankenhausleitung bezüglich hygienerelevanter Fragestellungen (z. B. übergreifende Hygienemaßnahmen, Hygienepläne, Begehungen, Isolierungsmaßnahmen, hygienisch-mikrobiologische Kontrollen, Baumaßnahmen, interne Umsetzung von hygienerelevanten Gesetzen, Verordnungen und Richtlinien). Das bedeutet, dass der Hygienebeauftragte Arzt zwar formal letztverantwortlich ist, aber in seiner beratenden Funktion keine letztverantwortliche Entscheidungsbefugnis hat.
Der Hygienebeauftragte Arzt arbeitet eng mit der Hygienefachkraft zusammen und berät sie insbesondere bei medizinischen Fragestellungen.
Er wird in der Regel bei Begehungen und Maßnahmen durch Aufsichtsbehörden (Gesundheitsamt, Gewerbeaufsichtsamt, Veterinäramt) beratend hinzugezogen.

### Hygienefachkraft
Aufgrund der Richtlinie des Robert Koch-Institutes oder in einigen Bundesländern per Rechtsverordnung müssen Krankenhäuser besonders im Bereich Krankenhaushygiene fortgebildete Pflegekräfte (Hygienefachkraft) beschäftigen, die folgende Aufgaben haben:
- Überwachung der Krankenhaushygiene und krankenhaushygienischen Maßnahmen
- Durchführung von Besichtigungen der Stationen und der sonstigen pflegerischen, diagnostischen, therapeutischen und versorgungstechnischen Bereiche
- Unterrichtung der Ärzte und des Pflegepersonals und der sonstigen leitenden Mitarbeiter bei Verdachtsfällen von gehäuften Infektionen
- Erstellung von Infektions- und Resistenzstatistiken
- Schulung der Mitarbeiter bezüglich Hygienemaßnahmen
- Überwachung der Hygiene- und Desinfektionsmaßnahmen
- Erstellung von Arbeitsanweisungen und Hygieneplänen
- Mitwirkung bei epidemiologischen Untersuchungen
- Mitwirkung bei der Fachaufsicht über die Sterilisationsabteilung, die Bettenzentrale sowie die Krankenhausgebäudereinigung

### Krankenhaushygieniker
Der Aufgabenbereich für Krankenhaushygieniker wird durch Landesverordnung festgelegt. Er muss über eine Weiterbildung als Facharzt verfügen.

### Auditing
Die Begutachtung der Qualität im Krankenhaus, insbesondere der Hygiene, erfolgt durch eine unabhängige externe Instanz nach festen Regeln.